# Ordinariato di Grecia degli Armeni
L'ordinariato di Grecia degli Armeni (in latino Ordinariatus Graeciae) è una sede della Chiesa armeno-cattolica. Nel 2023 contava 200 battezzati. È retto dall'ordinario Mikaël Bassalé, I.C.P.B.

## Territorio
L'ordinariato estende la sua giurisdizione sui fedeli cattolici di rito armeno di tutta la Grecia.
Sede dell'ordinariato è la città di Atene, dove si trova l'unica parrocchia armena del Paese, dedicata a San Gregorio Illuminatore.
Un'altra parrocchia era presente a Nikaia, presso il Pireo.

## Storia
L'ordinariato è stato eretto il 21 dicembre 1925.

## Cronotassi degli ordinari
Si omettono i periodi di sede vacante non superiori ai 2 anni o non storicamente accertati.
- Giuseppe Khantzian † (18 giugno 1949 - 1973 deceduto)
- Giovanni Koyounian † (21 giugno 1973 - 1991 deceduto)
- Nechan Karakéhéyan, I.C.P.B. † (1991 - 27 settembre 2000 nominato eparca di Ispahan)
  - Sede vacante (2000-2025)[1]
- Mikaël Bassalé, I.C.P.B., dal 25 gennaio 2025

## Statistiche
L'ordinariato nel 2022 contava 200 battezzati.
| anno | popolazione | popolazione | popolazione | presbiteri | presbiteri | presbiteri | presbiteri                | diaconi | religiosi | religiosi | parrocchie |
| anno | battezzati  | totale      | %           | numero     | secolari   | regolari   | battezzati per presbitero | diaconi | uomini    | donne     | parrocchie |
| ---- | ----------- | ----------- | ----------- | ---------- | ---------- | ---------- | ------------------------- | ------- | --------- | --------- | ---------- |
| 1950 | 450         | ?           | ?           | 2          | 2          |            | 225                       |         |           |           | 2          |
| 1970 | ?           | ?           | ?           | 4          | 2          | 2          | ?                         |         | 2         |           | 1          |
| 1980 | 700         | ?           | ?           | 1          | 1          |            | 700                       |         |           |           | 2          |
| 1990 | 650         | ?           | ?           | 1          | 1          |            | 650                       |         |           |           | 2          |
| 1999 | 600         | ?           | ?           |            |            |            |                           |         |           |           | 1          |
| 2000 | 550         | ?           | ?           |            |            |            |                           |         |           |           | 1          |
| 2001 | 550         | ?           | ?           | 1          | 1          |            | 550                       |         |           |           | 1          |
| 2002 | 550         | ?           | ?           | 1          | 1          |            | 550                       |         |           |           | 1          |
| 2003 | 500         | ?           | ?           | 1          | 1          |            | 500                       |         |           |           | 1          |
| 2004 | 400         | ?           | ?           | 1          | 1          |            | 400                       |         |           |           | 1          |
| 2009 | 300         | ?           | ?           | 1          | 1          |            | 300                       |         |           |           | 2          |
| 2013 | 200         | ?           | ?           | 1          | 1          |            | 200                       |         |           |           | 2          |
| 2016 | 200         | ?           | ?           |            |            |            |                           |         |           |           | 2          |
| 2019 | 300         | ?           | ?           |            |            |            |                           |         |           |           | 2          |
| 2022 | 200         | ?           | ?           |            |            |            |                           |         |           |           | 2          |
| 2023 | 200         | ?           | ?           |            |            |            |                           |         |           |           | 1          |